# Giacomo Cusmano
Blaženi Giacomo Cusmano (Palermo, 15. ožujka 1834. – Palermo, 14. ožujka 1888.) bio je talijanski katolički svećenik, liječnik i utemeljitelj Družbe misionara slugu siromaha. Poznat je pod nadimcima „doktor siromaha”, „otac siromaha” i „don Bosco juga”. Spomendan mu je 14. ožujka.

## Život
Rođen je u 1834. u Palermu, kao četvrto os petero djece oca mjernika Giacoma Cusmana i majke Maddalene Patti. Majka je umrla od kolere kad mu je bilo tri godine pa se o njegovu odgoju brinula najstarija sestra Vincenzina Cusmano, danas službenica Božja. S obzirom na to da je od ranog djetinjstva pokazivao naklonost prema siromašnima, ukućani su pred njim morali zaključavati ormare jer je obiteljsku odjeću poklanjao potrebitima.
Osnovnu i srednju školu završio je kod isusovaca. Diplomirao je medicinu i kirurgiju na Kraljevskom sveučilištu u Palermu 11. lipnja 1855. godine. Kao liječnik, djelovao je u brdovitu naselju San Giuseppe Jato, nedaleko Palerma.
Za svećenika je zaređen 22. prosinca 1860. u Palermu. Zajedno s četrdesetero župljana i uz podršku kardinala Giovannija Battiste Nasellija, utemeljio je 12. svibnja 1867. dvije misionarske družbe, Sluge siromaha i Služavke siromaha. Sestra Vincenzina pridružila se Služavkama siromaha.
Često je obolijevao od vrućice i slabosti te imao grčeve. Preminuo je na glasu svetosti 1888., u rodnom Palermu.

## Štovanje
Blaženim ga je proglasio papa Ivan Pavao II. 30. listopada 1983.

## Vanjske poveznice
|  | Zajednički poslužitelj ima još gradiva o temi Giacomo Cusmano |

- Giacomo Cusmano u Open Libraryu